# فراس قطوسی
فراس قطوسی (انگلیسی: Firas Katoussi; ۶ سپتامبر ۱۹۹۵) تکواندوکار اهل تونس است.
وی در مسابقات کشوری و بین‌المللی در مجموع برندهٔ ۱ مدال طلا شده است.